# Advanced RISC Computing
Advanced RISC Computing (ARC) は、コンピュータメーカーによる今はなきコンソーシアム（Advanced Computing Environment (ACE) プロジェクト）によって公開された標準的なMIPS RISCベースのハードウェアとファームウェア環境についての仕様である。
ACEはすでに存在していないし、ARC仕様に完全に従ったコンピュータは製造されていないが、ARCシステムは全てのMicrosoft Windows NTベースのオペレーティングシステムに幅広くレガシーとして影響を及ぼしている。例えば、Windows XPはARCのブートデバイスの命名規則を使っている。さらに、SGIは、ARCSと呼ばれる、手直ししたARCファームウェアをSGI製のシステムで使っている。IRIX 6.1以降が動く全てのSGIのコンピュータ(IndyやOctaneなど)では、まずはARCSコンソールが起動する。ARCSコンソールはWindowsがするのと同じ命名規則を使っている。
加えて、ほとんどのWindow NTが動くRISCベースのコンピュータはWindow NTをブートさせるためにARCブートコンソールを使っている。このようなコンピュータは以下のようである。
- MIPS R4000ベースのシステム（MIPS Magnumワークステーションなど）
- 1999年9月にWindows NT Alphaのサポートが終了する前までに設計されたPCIバスを持った全てのAlphaベースのマシン（AlphaのARCファームウェアはAlphaBIOSとも呼ばれた）
- ほとんどのWindows NTに対応したPowerPCコンピュータ(IBM RS/6000 40Pなど)

インテルのIA-32ベースのコンピュータもARCコンソールを採用すると思われたが、ARCファームウェアを採用したIA-32ベースのマシンで市場に投入されたのは、SGIのSGI ヴィジュアル・ワークステーションシリーズだけであった。これは1999年に発売された。
いくぶんかでもARC標準に従った製品には、以下のものが含まれる
- Alpha
  - DEC MultiaとAlphaStation/AlphaServer
  - DeskStation Raptor

- i386
  - SGI ヴィジュアル・ワークステーション

- MIPS
  - Acer PICA
  - Carreta Computers, Inc Cobra R4000 と VIPER
  - DEC DECstation 5000
  - DeskStation Tyne
  - Microsoft Jazz
  - MIPS Magnum
  - オリベッティ M700
  - NEC RISCstation
  - NeTpower Fastseries MP
  - SGI Indigo^2、Indy、Challenge、Onyx、Originなど(ビッグエンディアンなARCSを搭載)
  - Siemens-Nixdorf RM200，RM300，RM400

- PowerPC
  - IBM パーソナルコンピュータ Power Series 850/830 PReP
  - IBM RS/6000 40P，43P，E20，F30
  - モトローラ PowerStack
  - Tangent MediaStar